# Ewa Drzyzga
Ewa Drzyzga (ur. 1 grudnia 1967 w Krakowie) – polska dziennikarka i prezenterka telewizyjna. W latach 2000–2016 prowadziła talk-show Rozmowy w toku, za co została nagrodzona Wiktorem w kategorii Osobowość telewizyjna, trzema Telekamerami i Złotą Telekamerą.

## Życiorys
Jest córką pielęgniarki i wojskowego. Urodziła się w Krakowie, gdzie ukończyła Szkołę Podstawową nr 64, VIII LO w klasie matematyczno-fizycznej i filologię rosyjską na Wyższej Szkole Pedagogicznej im. Komisji Edukacji Narodowej. W młodości mieszkała również w Warszawie, Wrocławiu i Jeleniej Górze. Udzielała się w grupie teatralnej „Om” w Krakowie.
Działalność medialną rozpoczęła w 1990, odbywając trzymiesięczny staż do Polskiego Radia w Krakowie. Następnie przeszła do RMF FM (wówczas: Radio Małopolska Fun), w którym zadebiutowała na antenie w połowie 1991. Początkowo przygotowywała i prowadziła poranne serwisy informacyjne oraz prowadziła różne pasma programowe, m.in. Radio Muzyka Fakty, później była reporterką stacji, ponadto przyczyniła się do powstania pierwszej strony internetowej RMF FM. Równolegle do kariery radiowej rozpoczęła pracę w TVP1 w 1993, gdzie była prezenterką oprawy i przeprowadzała rozmowy w studiu z zaproszonymi gośćmi. W lutym 1999 została dyrektorem informacji RMF FM, była wówczas odpowiedzialna również za oddziały lokalne RMF FM. W połowie 2001 zakończyła współpracę z rozgłośnią.
W latach 2000–2016 była gospodynią talk-show TVN Rozmowy w toku, co zapewniło jej ogólnopolską rozpoznawalność. Prowadziła lub współprowadziła też szereg programów TVN, m.in. Narodowy Test Inteligencji, test z III RP i na prawo jazdy czy Studio Złote Tarasy (2007). Prowadziła programy medyczne 36,6°C (2017–2020) w TVN i Raport Life (2019–2020) w Discovery Life. Od września 2020 współprowadzi poranny magazyn Dzień dobry TVN.

## Życie prywatne
Była żoną Andrzeja Roszaka. W 2004 poślubiła dziennikarza Marcina Borowskiego, z którym ma synów: Stanisława (ur. 2004) i Ignacego (ur. 2006).

## Nagrody i wyróżnienia
- 18 marca 2002 została nagrodzona statuetką Wiktora w kategorii: Osobowość telewizyjna
- Czterokrotnie nagrodzona Telekamerą:
  - 16 stycznia 2004 (Telekamery 2004): publicystyka
  - 24 stycznia 2005 (Telekamery 2005): talk-show
  - 23 stycznia 2006 (Telekamery 2006): program społeczno–interwencyjny
  - 22 stycznia 2007 otrzymała Złotą Telekamerę

## Filmografia
- 1998: Demony wojny według Goi, jako dziennikarka RMF FM[10]

Seriale
- 2003: Na Wspólnej, jako ona sama[11]
- 2005: Niania, jako ona sama (gościnnie)
- 2010: Majka, jako ona sama (gościnnie)[11]

## Publikacje
- 2015 – Jak ja to robię? (wywiad Beaty Nowickiej z Ewą Drzyzgą), wyd. Społeczny Instytut Wydawniczy „Znak”[12][13].